# الرشيديه

تعديل مصدري - تعديل

الرشيدية هي إحدى حارات حي يريم بمدينة يريم أحد مدن محافظة إب، بلغ تعداد سكانها 343 نسمة حسب تعداد اليمن لعام 2004.